# Mauritiella macroclada
Mauritiella macroclada är en enhjärtbladig växtart som först beskrevs av Karl Ewald Maximilian Burret, och fick sitt nu gällande namn av Karl Ewald Maximilian Burret. Mauritiella macroclada ingår i släktet Mauritiella och familjen Arecaceae. Inga underarter finns listade i Catalogue of Life.